# Mycodrosophila planata
Mycodrosophila planata är en tvåvingeart som beskrevs av Mcevey 2005. Mycodrosophila planata ingår i släktet Mycodrosophila och familjen daggflugor.
Artens utbredningsområde är Vanuatu. Inga underarter finns listade i Catalogue of Life.